# سيلك (قصص مصورة)
سيلك هي بطلة خارقة كورية أمريكية  في مارفل كومكس،ظهرت الشخصية لأول مرة في أبريل 2014.